# فرودگاه تیومت
فرودگاه تیومت (به انگلیسی: Tumut Airport)  یک فرودگاه همگانی  با کد یاتا TUM است که یک باند فرود آسفالت دارد و طول باند آن ۱۰۶۰ متر است. این فرودگاه در  کشور استرالیا قرار دارد و در ارتفاع ۲۶۷ متری از سطح دریا واقع شده است.